# Sablatnig SF 7
Die Sablatnig SF 7 war ein deutsches Jagdflugzeug des Ersten Weltkriegs. Nach der Flugzeug-Gruppeneinteilung der Kaiserlichen Marine gehörte sie zur Gattung der zweisitzigen, mit einem starren und einem beweglichen MG bewaffneten Schwimmerflugzeuge (C2MG). Zugunsten des Konkurrenzentwurfs Hansa-Brandenburg W 19 wurde sie nicht in die Serienproduktion überführt.

## Entwicklung
Als 1917 die ersten Exemplare des neuentwickelten 240-PS-Maybach-Motors Mb IV zur Verfügung standen, vergab das Marineamt im April an Hansa-Brandenburg, Friedrichshafen und Sablatnig den Auftrag zur Entwicklung eines zweisitzigen Schwimmer-Jagdflugzeugs. Dafür wurden den Flugzeugbauunternehmen je drei Triebwerke geliefert. Josef Sablatnig und Hans Seehase orientierten sich bei ihrem Entwurf an der SF 3, von der sie einige Baumerkmale übernahmen. Die drei gebauten Exemplare erhielten die Marinenummern 1475 bis 1477 und wurden im September 1917 zur Erprobung an das Seeflugzeug-Versuchskommando (SVK) in Warnemünde geliefert, wobei die Nr. 1477 nur für Bruchversuche verwendet wurde. Zum Vergleichsfliegen trat die SF 7 gegen die W 19 von Hansa-Brandenburg und die FF 48 des Flugzeugbau Friedrichshafen an. Die Resultate waren gemischt. Trotzdem sich die W 19 als das Flugzeug mit den insgesamt schlechteren Leistungen erwies – die SF 7 war rund 12 km/h schneller und die FF 48 brauchte zum Steigen auf 2000 m über 4 min weniger – wurde sie zum Sieger erklärt, wobei wohl in erster Linie die voll ausgelasteten Produktionskapazitäten der beiden Konkurrenzunternehmen den Ausschlag gaben. So blieb es bei drei gebauten Exemplaren der SF 7.

## Konstruktion
Die SF 7 war ein halbverspannter, zweistieliger Doppeldecker. Die Tragflächen waren durch breite und schräg stehende I-Stiele miteinander verbunden, wobei nur die beiden äußeren Ebenen verspannt waren und der Raum zwischen Rumpf und den inneren Stielen für ein optimales Schussfeld des Bordschützen nach schräg vorn frei blieb. Lediglich die untere Tragflächen war dort durch zwei Schrägstreben zum Rumpf hin abgestützt. Wie schon bei der SF 3 waren sowohl Ober- als auch Unterflügel mit durch Stoßstangen verbundenen Querrudern ausgestattet. Vor den oberen Querrudern befanden sich zudem zwei im Luftstrom liegende Ausgleichsflächen. Das Kreuzleitwerk war freitragend mit einer großen Kielflosse ausgeführt. Die beiden Schwimmer waren durch Streben ohne zusätzliche Verspannung untereinander und mit dem Rumpf verbunden.

## Technische Daten
| Kenngröße             | Daten                                                                   |
| --------------------- | ----------------------------------------------------------------------- |
| Besatzung             | 2                                                                       |
| Spannweite            | 15,56 m (oben) 14,74 m (unten)                                          |
| Rumpflänge            | 8,55 m                                                                  |
| Leermasse             | 1557 kg                                                                 |
| Startmasse            | 2182 kg                                                                 |
| Antrieb               | ein wassergekühlter Sechszylinder-Reihenmotor Maybach Mb IV             |
| Nennleistung          | 240 PS (177 kW) bei 1400/min                                            |
| Höchstgeschwindigkeit | 162 km/h in Bodennähe                                                   |
| Steigzeit             | 7,1 min auf 1000 m Höhe 28,1 min auf 3000 m Höhe                        |
| Gipfelhöhe            | 4500 m in 75 min (errechnet)                                            |
| Bewaffnung            | ein starres MG 08/15, 7,92 mm ein bewegliches Parabellum MG 14, 7,92 mm |